# Heinrich Wahl (Physiker)
Heinrich Wahl (* 7. Februar 1938 in Würzburg) ist ein deutscher experimenteller Teilchenphysiker.

## Leben und Werk
Wahl studierte Physik an der TH München, der ETH Zürich und der Universität Hamburg, wo er 1967 über Kernresonanzfluoreszenz promovierte. Als Post-Doc war er am DESY, wo er die Photoproduktion von Mesonen bei hohen Energien erforschte (F35-Kollaboration). Ab 1969 gehörte er dem CERN an, wo er 2003 in den Ruhestand ging. Er ist Professor an der Universität Ferrara.
Er war an dem 1976 gestarteten CDHS-Experiment (CERN-Dortmund-Heidelberg-Saclay) unter Jack Steinberger zur Untersuchung tief inelastischer Neutrinostreuung beteiligt.
Wahl beschäftigte sich schon Anfang der 1970er Jahre mit dem Zerfall der Kaonen. In den 1980er Jahren war er Sprecher des NA31-Experiments am SPS-Beschleuniger des CERN, bei dem 1988 der direkte Nachweis der CP-Verletzung im K-Mesonen-System gelang. (Der indirekte Nachweis war James Cronin und Val Fitch schon 1964 aus den Misch-Zuständen des neutralen Kaon-Systems gelungen, wofür sie 1980 den Nobelpreis für Physik erhielten.) In den 1990er Jahren war Wahl beteiligt am Folge-Experiment NA48, das die bisher genaueste Bestimmung der Parameter der CP-Verletzung lieferte. Gleichzeitig geschah dies auch am KTEV Experiment am Tevatron (Bruce Winstein u. a.).

## Ehrungen und Auszeichnungen
1970 erhielt er den Gustav-Hertz-Preis (damals noch Physikpreis der DPG).
2005 erhielt er zusammen mit der NA31-Kollaboration den Hochenergiephysik-Preis der Europäischen Physikalischen Gesellschaft für die Entdeckung der direkten CP-Verletzung.
2007 erhielt er mit Bruce Winstein und Italo Mannelli den Panofsky-Preis für seine führende Rolle in einer Reihe von Experimenten, die zu einer Vielzahl von Präzisionsmessungen von Eigenschaften des Systems neutraler K-Mesonen führte, insbesondere für die Entdeckung der direkten CP Verletzung.

## Werk
- Messung der elektromagnetischen Übergangswahrscheinlichkeiten der ersten beiden angeregten Zustände des Lithium-6-Kernes, Dissertation, Hamburg, 1967